# Birkenfelde
Birkenfelde est une commune allemande située dans l'arrondissement d'Eichsfeld en Thuringe.

## Géographie

Situation de la commune (en rouge) dans l'arrondissement

Birkenfelde est située dans l'ouest de l'arrondissement, dans la vallée de la leine, sur la rive gauche de la rivière. La commune fait partie de la Communauté d'administration d'Uder, elle se trouve à 9 km à l'ouest de Heilbad Heiligenstadt, le chef-lieu de l'arrondissement. 

## Histoire
La première mention écrite du village de Birkenfelde date de 1055.
Birkenfelde a  appartenu à l'Électorat de Mayence jusqu'en 1802 et à son incorporation à la province de Saxe dans le royaume de Prusse (gouvernement d'Erfurt, cercle de Heiligenstadt). 
Le village fut inclus dans la zone d'occupation soviétique après la Seconde Guerre mondiale avant de rejoindre le district d'Erfurt en RDA jusqu'en 1990.

## Démographie
| 1910 | 1933 | 1939 | 1995 | 2000 | 2005 | 2010 |
| ---- | ---- | ---- | ---- | ---- | ---- | ---- |
| 527  | 638  | 669  | 575  | 602  | 596  | 601  |